# Коалиция 2016
«Коалиция 2016» (англ. Coalition 2016) — межпартийный альянс, созданный в Гамбии в середине 2010-х годов для участия в президентских выборах 2016 года. В состав коалиции вошли семь политических партий Гамбии, ряд общественных организаций, а также один самовыдвиженец. Целью создания альянса являлось выдвижение на пост президента страны единого оппозиционного кандидата, которым стал Адама Бэрроу. Для участия в выборах в качестве независимого кандидата Бэрроу официально вышел из состава Объединённой демократической партии, членом которой он являлся, при этом его кандидатура была поддержана партией в связи с её членством в новой коалиции.
Помимо Объединённой демократической партии, в состав коалиции также вошли Народно-демократическая организация за независимость и социализм, Партия национального примирения, Моральный конгресс Гамбии, Партия национального единства, Народная прогрессивная партия и Партия Гамбии за демократию и прогресс, а также независимая женщина-кандидат и активистка борьбы с калечащими операциями на женских половых органах доктор Исату Турай и группа гражданского общества, возглавляемая Фатуматтой Тамбаджанг.
Адама Бэрроу победил на президентских выборах, сместив действовавшего президента Яйя Джамме после более чем 20-летнего пребывания последнего у власти. Члены «Коалиции 2016» года позже работали вместе в качестве парламентского большинства в первой половине срока полномочий Национальной ассамблеи созыва 2017—2022 годов.
Коалиция была распущена перед парламентскими выборами 2022 года, в которых входившие в неё партии из-за внутренних разногласий провели независимо друг от друга. Бэрроу создал свою собственную партию, а все члены «Коалиции 2016», за исключением Партии национального примирения, перешли в оппозицию.

## Результаты выборов

### Президентские выборы
| Выборы | Кандидат     | Голоса  | %    | Позиция |
| ------ | ------------ | ------- | ---- | ------- |
| 2016   | Адама Бэрроу | 227 708 | 43,3 | Победа  |